# Begonia foxworthyi
Begonia foxworthyi là một loài thực vật có hoa trong họ Thu hải đường. Loài này được Burkill ex Ridl. mô tả khoa học đầu tiên năm 1925.